# Nördliche Fliedetalbrücke
Die Nördliche Fliedetalbrücke ist eine 880 m lange Eisenbahnbrücke der Schnellfahrstrecke Hannover–Würzburg bei Fulda. Sie liegt südwestlich des Ortes Kerzell und überführt dabei unter anderem die K 100, die mittlerweile nicht mehr vorhandene Bundesstraße 40 und den Fulda-Nebenfluss Fliede.
An das Bauwerk schließt sich in südlicher Richtung die Südliche Fliedetalbrücke an, welche die Hessische Kinzigtalbahn und die A 66 überspannt. Zwischen beiden Brücken liegt eine kleine Erhebung mitten im Fliedetal.

## Verlauf
Die Trasse verläuft auf der Brücke zunächst, über sieben Felder, in einem Bogen von 6000 m Radius, einem Übergangsbogen (über acht Felder). Darauf folgt eine Gerade über die übrigen fünf Felder. Die Gradiente verläuft zunächst über 16 Pfeiler in der Horizontalen und geht dann in eine Wanne mit einem Radius von 25.000 m über.
Die Brücke ist als 20-feldriges Einfeldträger-System mit einem Achsabstand von 44 m ausgeführt. Der Überbau lagert auf 19 Hohlpfeilern von bis zu 21 m Höhe.
Zwischen der Nördlichen und der Südlichen Fliedetalbrücke wurde eine Erddeponie angelegt.

## Geschichte

### Planung
In der 1976 vorgestellten Variante III für die großräumige Linienführung der Neubaustrecke im Raum Fulda war eine 1295 m lange und bis zu 35 m hohe Brücke über das Fliedetal geplant gewesen. Sie sollte die B40, B40n (jetzt A 66) und die Bahnstrecke nach Hanau überspannen.
Überlegungen für einen rund 25 n hohen Damm über das Fliedetal wurden nicht weiter verfolgt. Ein angedachtes rund 1600 m langes Brückenbauwerk zu Querung des Fliedetals wurde aufgrund ästhetischer Überlegungen verworfen.

### Bau
Der Bau begann am 2. August 1982. Zwischen Oktober 1982 und Juni 1983 wurden die Pfähle für den Unterbau hergestellt. Die Pfeiler folgten ab Dezember 1982, die Überbauten ab Juni 1983.
Die geplante Länge des Bauwerks lag 1984 bei 880 m. Das Bauwerk wurde mit einem Kompakt-Vorschubgerüst mit einer Vorschubweite von 44 m und einem Takt von zwei Wochen errichtet.
Die Bauarbeiten sollten (Stand: 1984) am 29. März 1985 abgeschlossen werden.
Mit dem Bau beauftragt war die Frankfurter Niederlassung der damaligen Bilfinger + Berger Bau-AG.
Das Bauwerk lag dabei im Planungsabschnitt 18 des Mittelabschnitts der Neubaustrecke.

### Inbetriebnahme
Die Brücke ging 1988 als Teil des Abschnitts Fulda–Würzburg in Betrieb.